# 아라따 박사
아라따 박사는 루이지 맨션 시리즈에서 루이지에게 퀘스트를 준다. 마리오 파티6에서는 아라따 전용 맵인 아라따 박사의 차고 맵이 있다.

## 이름
영어:E.gadd
중국어:
일본어:

## 정보
키:135cm
성별:남자
태어난 날짜:알 수 없음
특징:김이서린 안경을 쓴다.
아는 사람:루이지,마리오,피치,킹부끄,부끄부끄
사는 곳:유령 저택,키노피오들
루이지에게 도움을 주며, 루이지에게 층을 올라갈때마다 도움을 준다.(루이지 맨션 3는 인질로 액자에 같여있다.